# Zudar

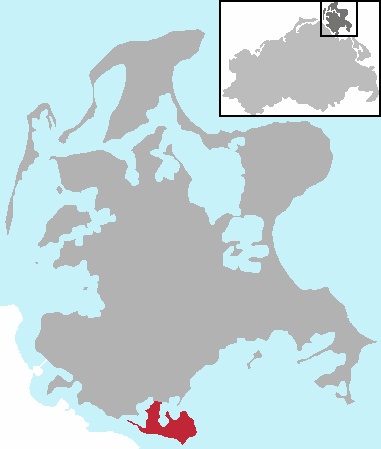
Lage der Halbinsel Zudar auf Rügen

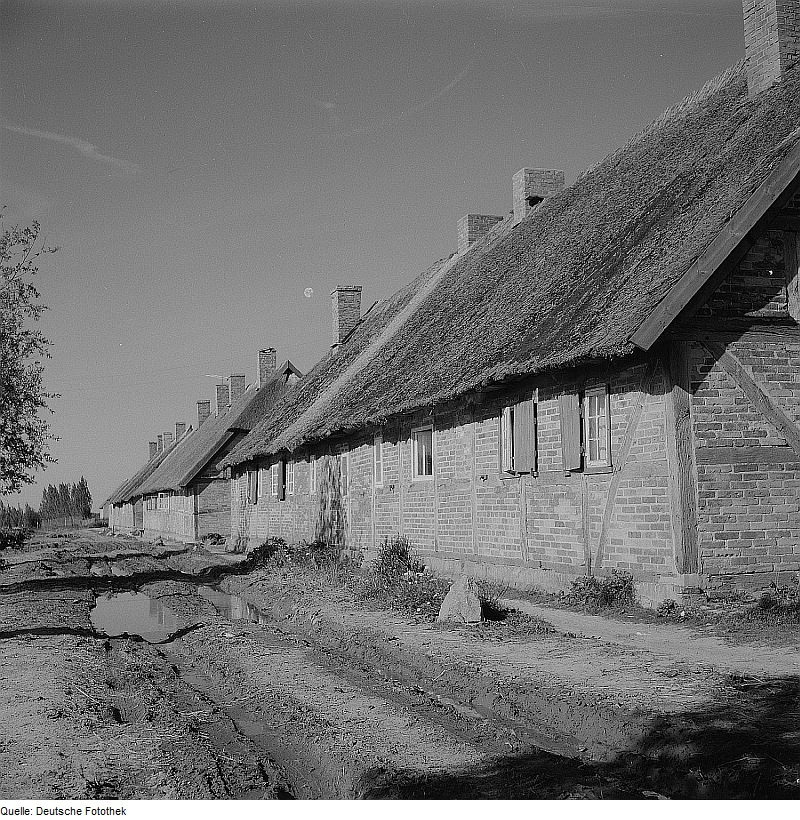
Landarbeiterhäuser auf dem Zudar 1963

Zudar ist der Name einer zur Insel Rügen gehörenden, stark gegliederten, etwa 18 km² großen Halbinsel und der auf der Halbinsel befindlichen Ortschaft und ehemaligen Gemeinde.

## Lage
Die Halbinsel liegt zwischen der Schoritzer Wiek, dem Rügischen Bodden (dem Nordteil des Greifswalder Boddens) und dem südwestlichen Eingang des Strelasunds.
An der schmalsten Stelle ist die Halbinsel 900 Meter breit, und im Osten der Halbinsel befindet sich, mit einer Höhe von 25 m ü. NN, ihr höchster Punkt. Auf dem Zudar befindet sich der südlichste Punkt Rügens, der Palmer Ort.

## Geschichte
Bis zum 12. Juni 2004 war die auf der Halbinsel liegende Gemeinde Zudar selbständig, ehe sie in die Stadt Garz eingemeindet wurde. Dies trifft damit auch auf die ehemaligen Zudarer Ortsteile Freudenberg, Foßberg, Glewitz, Grabow, Losentitz, Maltzien, Poppelvitz und Zicker zu.
Im Jahr 1854 wurde Max Hofmeier, der später Gynäkologe und Rektor der Universität Würzburg wurde, auf dem Zudar geboren.

## Sehenswürdigkeiten
- Die St.-Laurentius-Kirche
- Landarbeiterhäuser

## Verkehr
Die Glewitzer Fähre – nach der Rügenbrücke und dem Rügendamm die drittwichtigste Strelasundquerung zwischen Rügen und dem Festland – verkehrt zwischen Stahlbrode und dem Zudar.